# Application-level gateway
 (décembre 2018).
Si vous disposez d'ouvrages ou d'articles de référence ou si vous connaissez des sites web de qualité traitant du thème abordé ici, merci de compléter l'article en donnant les références utiles à sa vérifiabilité et en les liant à la section « Notes et références ».
Dans le contexte des réseaux informatiques, une Application-level gateway ou passerelle au niveau de l’application (également appelée ALG, passerelle de couche d’application, passerelle d’application, proxy d’application ou proxy au niveau de l’application) consiste en un composant de sécurité qui complète un pare-feu ou NAT utilisé dans un réseau informatique. Il permet aux filtres de traversée NAT personnalisés d'être connectés à la passerelle afin de prendre en charge la traduction d'adresse et de port pour certains protocoles de « contrôle / données » de couche d'application tels que FTP, BitTorrent, SIP, RTSP, le transfert de fichiers dans les applications de messagerie instantanée, , etc.
Pour que les protocoles fonctionnent via NAT ou un pare-feu, l’application doit connaître une combinaison adresse / numéro de port autorisant les paquets entrants ou le NAT doit surveiller le trafic de contrôle et ouvrir des mappages de ports (perforations de pare-feu) de manière dynamique. Les données d'application légitimes peuvent ainsi être transmises lors des contrôles de sécurité du pare-feu ou du NAT, ce qui aurait autrement restreint le trafic pour ne pas répondre à ses critères de filtre limités.